# ときめきメモリアル2
『ときめきメモリアル2』（略称は「ときメモ2（ツー）」）は、1999年11月25日にコナミ（後のコナミデジタルエンタテインメント）からPlayStation向けに発売された恋愛シミュレーションゲーム。『ときめきメモリアル』シリーズの第2作。製作会社はコナミコンピュータエンタテインメント東京。
2007年には携帯アプリ（メガiアプリ）に移植されたほか、発売から10周年を迎えた2009年11月25日よりゲームアーカイブス（PS3・PSP対応）にて、本編（廉価版がベース）とEVSアペンドディスク（CD-ROM3枚分を一括）が配信開始された。

## ゲームシステム
基本的なゲームシステムとして、勉強や部活などにとりくみ主人公の能力値を高めていき、意中の女の子キャラクターの理想の男子になるのを目標とし、デートを重ねて親しくなり、卒業式の日に伝説の場所で女の子からの告白を受けるというコンセプトであるが、前作にはなかった追加要素が盛り込まれている。
幼年期編
主人公たちの小学生時代を舞台にしたRPG風のミニゲーム。箱庭のような町を走り回り、そこで出会い行動を共にするのは本編（高校3年間）に登場するヒロイン数名とサブキャラクターで幼年期編での行動が彼女たちとのイベント展開を左右させる。前作は幼馴染である藤崎詩織について昔を懐古するイベントが用意されていたが、主人公（プレーヤー）との共有体験をより多くのヒロインに持たせるためのシステムだった。
EVS
本作では、ヒロインがプレイヤーの入力した主人公の名前をコンピュータの作成した合成音声で呼びかけてくれる『Emotional Voice System（エモーショナルボイスシステム、通称EVS）』というシステムが初めて搭載され、本作以降の『ときめきメモリアル』シリーズにも引き継がれている。
ただし、どのような言葉でも発音されるわけではなく、差別用語や低俗な言葉など放送禁止用語にあたる言葉などは、入力禁止対象語句として受けつけないようになっている。ある程度普遍的な名前では音声合成を行わず、予め用意された音声データを発音するものもあった。詳細については後述「EVSについて」を参照のこと。
キャラクター思考ロジック
前作に比べてキャラクター同士の横のつながりが強調されており、あらかじめ仲のよしあしが細かく設定されているが、その上プレイヤーの行動によって各キャラクターの進路や関係性が変化していくようになっている。

## 設定
世界観は前作と繋がりがあるが、主人公が通う高校や登場キャラクターがすべて一新された。ゲーム世界の舞台は架空の街、ひびきの市であり前作の舞台、きらめき市は隣町という設定である。
主人公（プレイヤー）は幼い時にひびきの市に住んでいた少年である。主人公は小学2年生まで光や華澄たちとひびきの市で一緒に楽しい日々を過ごしていた。しかし、主人公は両親の都合でひびきの市を離れ、引っ越すことになった。
それから7年が経ち、主人公は高校に入学する年に再びひびきの市に戻ってくることになりひびきの高校に入学する事になった。入学式の当日、主人公はショートヘアの髪型が似合う元気で快活な少女に成長した光に偶然再会する。その後、クラスメイトになった坂城匠から「卒業式の日、告白の時に校庭にそびえ立つ時計塔の頂上についている伝説の鐘の音に祝福されたカップルは永遠に幸せになる」というひびきの高校の伝説を聞く。
主人公は、光やその他のヒロインからの告白を目指して勉強やスポーツ、容姿などを日々鍛錬し己を磨いていく。

## 開発

### 企画の経緯
前作『ときめきメモリアル』が好評だったことに伴い、発売直後から続編を求める声はあったが、スタッフが全力を出し終えて余裕がない状態だったため、その時点では即応できなかった。しかし、PlayStationへの移植などを経る中で高まってきたユーザーからの新作要求に後押しされる形で『2』の制作が始まった。
当初は前作へのアンチテーゼ的な視点も考慮されており、「アドベンチャーやロールプレイングでもよいのではないか」という意見まで出たが、ユーザーが求めているのは前作によって恋愛シミュレーションという形態が世に出たときの衝撃や感動だと判断され、ゲームジャンルは継承されることになった。内容については、前作のキャラクターを引き継いで大学から始めようという案もあったが、大学生活は人によって大きく異なり、プレイヤーによってゲーム内容への思い入れが変わってしまうため没になった。その点、高校であれば皆が同じようなカリキュラムに沿って過ごしているため共感を抱きやすく、また異性への興味が強くなる多感な時期を演出するのが恋愛ゲームとして最適だろうという判断から、再び高校生活を描く作品になった。
引き続き、きらめき高校を舞台とすることも検討されていたが、マンネリズムを避けるためと、中途半端な変更でヘビーユーザーからの反発を招かないために登場人物を一新することが決定されて、現在の形に定着した。
そして、コナミの歴代ゲームの中では、比較的開発期間が長期に渡った。

### キャラクター
キャラクターデザインは、『下級生』（OVA版）の作画監督を手がけた大塚あきらが担当。前作の担当者である小倉雅史は当時『ときめきの放課後 ねっ★クイズしよ♥』の制作ディレクションで多忙だったことと刷新感を強く出すことを理由に、関与していない。

### EVSについて
これまで主人公（プレイヤーキャラ）の名前については、あらかじめ規定の設定を与えて入力できないようにするか、入力できても名前の部分だけスキップする（または代名詞に置き換える）形で音声が再生されるかどちらかの方策しか採れない作品が多かった中でこのシステムの搭載が発表されたため、本作の目玉のひとつとされていた。
構想自体は前作『ときめきメモリアル』の時点で存在していたが、技術的な制約から当時は実現できるようなものではなかった。プロデューサーのメタルユーキの意向で本作に導入されることになったが、参考にできるような先例がなかったため開発は難航した。合成音声技術の使用例としては電話番号案内や航空会社の発券案内が存在していたが、これらは内容を明瞭に伝えることが目的であり「あ・い・う・え・お」のように区切りを入れてかまわないのに対し、娯楽であるゲームでは曖昧でろれつが回らなくてもプレイヤーが呼びかけられたと感じられればよく、方向性がまるで違ったのである。
データ作成には大量の音声が必要があり、EVSで収録全体の半分以上を占めた。基本的な発音のみならず、言葉をつなぐ中間音を自然に仕上げるため「っぴょ」「っぎゃん」のように無意味な発音も含まれており、それらを一定のスピードやトーンで演技する声優への負担も大きく、30分以上収録を続けられた者はいなかったという。さらに、データ加工の精度はスタッフ個人の感覚に左右されるため人海戦術が通じず、キャラクター1名分の音声を完成させるのに1か月かかった。本作の音響を担当したスタジオフォーマ代表の岩田靖弘は「2001年に宇宙旅行をするとしたら、スペースシャトルで宇宙空間に1分間行くだけ。でも行けただけで嬉しい」という比喩で、EVS技術の高度さと単純に改良ができるものではないということを述べている。
EVSで作成される音声データはヒロインごとに2通りで、好感度の高まりに応じて変化する。作成データはPlayStationのメモリーカードが持つ15ブロックのうち11ブロックを占める事情から、カード1枚につき1人分が限度となっている。また仮に一度に全員の音声を再生するとPlayStation本体のメモリーの大半を消費してしまうことから、1回のプレイでEVSを適用できるヒロインは1人だけになっている。
先述した問題点もあって、スタッフはプレイヤーにとっては特定のお気に入りのヒロインの音声があればよく、シナリオやグラフィックを削ってまで全ヒロイン分のデータを収録する必要はないと判断したため、結果的に本作単体でEVSデータが収録されたのは陽ノ下光と麻生華澄の2名のみに留まった。他のヒロインのEVSデータについては、後日発売されたムック形式の設定資料集『別冊ひびきのウォッチャー』の付録になったアペンドディスクに収録された。

## 登場キャラクター

### メインキャラクター
陽ノ下 光（ひのもと ひかり）
声：野田順子
本作のメインヒロインで、主人公の幼馴染。元気で明るく前向きに物事を考えるが、幼少期はすねやすく泣き虫だった。部活動は陸上部で短距離種目を専門にしており、100メートルを11秒台で走る実力を持つ。水無月琴子とは親友。
小学2年生まで主人公とは家が隣同士であり、主人公の急な引越しで離れ離れになったが、高校の入学式で再会を果たす。そのため、一緒に過ごした時のことを話題にすることが多い。また、主人公の憧れのお姉さんである華澄と仲良くしている場面を見てやきもちを焼くこともある。
主人公のことを思いやった言動が多く、時には自ら積極的に行動することもあり、主人公の役に立てることを嬉しく思っている。
CDドラマでは主人公の渡瀬公一が複数のヒロインと同時に物語を進めることができないため、メインヒロインである光の何気ない行動が、公一に近づく他のヒロインにとってどうしても超えることができない壁となり、彼女らが公一のことを諦めてしまう場面が何度か見受けられた。
小学生時代はロングヘアーだったが、高校生の頃はショートカットである。
公式人気投票1位。
制作背景
演者の野田順子は、『2』の収録当時は上京してきたばかりだったと東京ゲームショウ2009でのイベントで明らかにしている。また、この当時の野田は少年役が多く、光のような役は初めてだった一方、最初はすぐに声がかれてしまい収録が中断することもあったと振り返っている。
他者評価
『インサイド』のすししは光について、魅力的であると同時にメインヒロインとしての存在がやや強すぎる点から「情に訴えかけてくる系ヒロイン」と評し、藤崎詩織の反省を活かそうとするあまり別の問題を生んでしまったと述べている。
『Game*Spark』のケシノは光のヒロイン力が高すぎると述べ、主人公との関係を踏まえたうえで結ばれないと申し訳ない気持ちになったとしつつも、琴子との三角関係があるからこそ生まれるドラマもあると評している。

水無月 琴子（みなづき ことこ）
声：小菅真美
光の親友。外見と言動からはクールな性格と感じ取られやすいが、根は親友思いの心優しい性格。光のことを心配してか主人公に対して厳しい一言を放つこともあり、主人公と親しくなると光のことを気にし出す場面が多くなる。茶道部に所属している。
『Substories』では自分の気持ちを隠して光を思いやる部分が強調されており、3作品を通じて彼女が次第に主人公に惹かれていく様子と、彼を巡って光との関係に悩み苦しむ姿が描かれている。
『Vol.3 Memories Ringing On』では祖母（ 声：松尾佳子）が登場している。
和食や和菓子を好み、洋食や洋菓子は好まない。
公式人気投票10位。
他者言及
ファミ通のカワチはお気に入りとして琴子を挙げており、友情と恋愛の間で悩む心の機敏の描写を評価している。

麻生 華澄（あそう かすみ）
声：鳥井美沙
幼年期に主人公や光の近所に住んでいたお姉さん。本編では教育実習生として主人公と再会した後、ひびきの高校に正式に赴任し3年次の担任となる。担当教科は国語。生徒の前では面倒見の良い教師だが、主人公の前では本心をさらけ出すこともある。
光と同様に幼馴染のお姉さんということから、時折過去の出来事を話題にする。年上だけあってかなり大人びている一方で、ファンシーショップの大きな犬のぬいぐるみにはしゃいだり、寝起きで普段見せない一面を見せたりと意外と幼い一面も多い。自分自身教師になったことに対してこれでよかったのかと、時々悩む場面もある。
小説版では彼女の存在が、光と岩瀬健の関係に大きな影響を与えることになる。
公式人気投票3位。
寿 美幸（ことぶき みゆき）
声：高野直子
白雪美帆の友人。 何かとトラブルに巻き込まれがちだが、めげずに底抜けに明るく能天気に振舞う。その一方、トラブルの原因を自分に求めてしまうことがある。逆にトラブルがなかった時は大袈裟に思われるほど泣いて喜びを露わにする。
所属部はテニス部だがサボることが多い。
自分の事を「美幸」と一人称で呼ぶ癖があり、友人に対して独特のセンスで「○○ぽん」や「○○ぴょん」といったあだ名を付ける癖があり、EVSでもそれが反映されている。
CDドラマのストーリーでは主人公の公一との距離が縮まるものの、光の公一に対する想いを知り身を引くこととなる。
『Vol.1 Dancing Summer Vacation』では、母親（ 声：本井えみ）が登場している。
公式人気投票8位。
キャラクター背景
前作に登場した古式ゆかりを意識して作られたとの説もあり、喋り方はかなりスロー。かつ甲高い声である（収録時にスタッフから「頭が痛くなった」と評されたほど）。

一文字 茜（いちもんじ あかね）
声：野村真弓
総番長・一文字薫の妹で、不良たちからは「姉さん」と呼ばれている。
何らかの事情で旅から帰ってこない両親の代わりに生活費を稼ぐため、放課後は定食屋のアルバイトに勤しむ勤労少女。そのためかデート先はあまり金がかからない場所を好む。
一人称はボク。年賀状などでは自分の名前を「茜」と漢字で上手に書けないため、「あかね」とひらがなで書いている。赤井ほむらとは親友。
公式人気投票6位。
キャラクター背景
髪型のコンセプトはクワガタ。

白雪 美帆（しらゆき みほ）
声：橘ひかり
美幸の友人で、劇部のに所属している自分だけの「王子様」を待っているなどといった妄想が激しく、時折自分にしか見えない『妖精さん』に話し掛け、現実逃避をする癖がある。その場面は自分がパニックになった時や主人公が悪い印象を与えた時などによく見られる。
趣味の占いでは評判になるほどの腕前を持つ。また、親しくなってゆくと時折大胆な行動をとることがある。
公式人気投票9位。
赤井 ほむら（あかい ほむら）
声：くまいもとこ
ひびきの高校の生徒会長。遅刻の常習犯で入学式の日に遅刻し、昔から知り合いである爆裂山校長（彼女は「和美ちゃん」と呼んでいる）から生徒会長に任命され、3年間務めることになる。男勝りな性格だが、自分が女であるというプライドは持っており、仲が深まるにつれ徐々に相応の女の子の反応を示すようになる。実家は果樹園を経営しており、手伝う事もある。一人称は「あたし」だが小学生時代は「オレ」だった。
伊集院メイとは犬猿の仲で、伊集院家でのクリスマスパーティーに呼ばれることも無い。生徒会長なので卒業式の時には卒業生代表として答辞を読むが、場合によっては在校生代表となるメイといがみ合うこともある。一文字茜とは親友。また八重花桜梨と出会って以降、人付き合いを避け孤立している彼女を心配し常に気にかけている（ゲーム本編でも花桜梨との仲は悪くなく、CDドラマでも彼女を気にかける場面がある）。
公式人気投票4位。
八重 花桜梨（やえ かおり）
声：村井かずさ
楓子の友人。人との関わりやコミュニケーションを避けていたが、主人公の積極的な行動によって、徐々に本来の自分を出していく。
運動神経が良く、学力も高くヒロインの中で最も成績優秀だが、特別に勉強することを好んでいるわけではない。序盤では主人公とのデートをすっぽかしたり暗い印象を与えるが、3年目のとあるイベントで過去の出来事を話し、バレーボール部に入部するなど一転して明るい性格に変化する。1・2年目と3年目では主人公への態度も大きく変わり、大胆な発言も目立つようになる。
以前は名門校でバレー部に所属していたが、ある事件によって人間不信に陥り自主退学。その後ひびきの高校に入り直しているので主人公たちより1歳年上。主人公と親しくないとひびきの高校も自主退学してしまう。退学しない場合はそのプロポーションや運動神経を活かし、モデルやバレーボールのプロ選手になるという進路がある。
『Substories』では3作品を通じて、彼女が徐々に立ち直っていく姿が描かれている。
本作では最も人気が高いキャラクターの一人で、電撃文庫から発行された小説版ではメインヒロインの光を除いて唯一取り上げられている。『2』の公式グッズでも光に次いで数が多く、光と花桜梨と他の一名といったパターンが多い。
小説版では父親が海外に単身赴任している会社員、母親が雑誌の編集者という設定が加えられている。
公式人気投票2位。
佐倉 楓子（さくら かえでこ）
声：前田千亜紀（現・前田ちあき）
野球部のマネージャー。いつも前向きな性格だが、少しドジなところがある。裁縫が得意。語尾に「モン」とつけて話す癖がある。肥満体型がコンプレックスで、非常に気にしている。花桜梨と仲が良いほか、前作に登場した虹野沙希とも部活動を通じて知り合った友人同士である。
小説版では3人の弟がいるという設定が加えられている。
CDドラマでは、主人公の渡瀬公一に気があったが、穂刈純一郎から告白され、最終話で結ばれる。
『Vol.3 Memories Ringing On』では、親類の佐倉 紅葉（さくら くれは）が登場している。
公式人気投票7位。
伊集院 メイ（いじゅういん メイ）
声：田村ゆかり
伊集院家のご令嬢。主人公たちより1歳年下で2年目から登場する。わがままな性格で、他人に対する二人称は「貴様」を用い、主人公たち上級生に対しても敬語などを使わない。電脳マニアであり、科学部を一日で電脳部へ変えてしまう。
一人称は「メイ」で語尾に「なのだ」がつくのが口癖。ほむらとは犬猿の仲である。前作に登場した紐緒結奈のことを「師匠」と尊敬している。
伊集院家の力を使い、遊園地の乗り物を貸切にすることもあるなど、金持ちではあるが、ファーストフード店など庶民的な場所も好む。親しくなると主人公より下級生であることを気にする場面もある。
幼年期に屋敷を抜け出したメイと出会うことがあるが、この頃は素直な性格だった。しばらく一緒に遊んで、迎えが来ても帰宅を嫌がるメイにまた一緒に遊ぶ約束をして別れることになる。しかし主人公の急な引越しによりこの約束が果たされることはなく、これが後の人格形成に影響することになる。
前作に登場した伊集院レイの妹という設定であるが、前作のレイのEDで「レイは伊集院家の一人娘」と明言されており、設定に矛盾が生じている。
『Substories ～Leaping School Festival～』にゲストとして登場したレイによると、メイには男子として暮らすという伊集院家のしきたりは課せられていないが、その理由は説明されていない。メイはしきたりの存在すら知らず、レイを兄だと信じきっていた。
『Substories ～Leaping School Festival～』では、レイの前では素直な一面と忙しい彼女を気遣う優しさを見せる様子が描かれている。
公式人気投票5位。
白雪 真帆（しらゆき まほ）
声：橘ひかり
本作の隠しキャラクターのひとりで、美帆の双子の妹。前作の舞台だったきらめき高校に通学している。
美帆と容姿がそっくりなのを利用して、主人公とのデートで入れ替わることもあった。占いや恋愛小説に興味があるなど共通点も少なからず存在するものの、口調や好みなど姉妹で異なる部分もある。
きらめき高校では朝日奈夕子と親友で、学業成績の方もほぼ同程度。交友関係も広いようで、『Substories』での彼女の会話によると紐緒結奈や美樹原愛とも親交がある模様。
エンディングでの告白を行う場所がきらめき高校の『伝説の樹』となっており、前作のエンディングをオマージュした演出が特徴となっている。
他者言及
ファミ通のカワチはゲームを進めて真帆と美帆が入れ替わっていることを明かされた時は衝撃的だったと述べている

九段下 舞佳（くだんした まえか）
声：山田美穂（現・山田みほ）
本作の隠しキャラクターのひとり。華澄の友人で、彼女もひびきの高校出身。定職には就いておらず、多数のアルバイトを掛け持つフリーターであり、主人公の幼年期でも、新聞配達をして働いている。
語尾に「よん」がつくのが口癖。
主人公のことを一貫して「少年」と呼ぶため、本編では彼女のみEVSのデータが用意されていない。
キャラクター背景
名前の由来は「九段下の前か」である。なお声を担当した山田は、フリートーク収録の際に「舞佳」を「まえか」ではなく「まいか」と読み間違えていたと語っている。

野咲 すみれ（のざき すみれ）
声：本井えみ
本作の隠しキャラクターのひとり。サーカス団「タケヒロサーカス」の団長の娘で、サーカスの行く末を心配している。主人公たちより1歳年下である。純粋で素直な性格。いつも猿の「デイジー」を連れている。
『ときめきメモリアル』シリーズの恋愛対象者で唯一の高校へ進学していないキャラクターである。
坂城 匠（さかき たくみ）
声：増田ゆき
主人公の同級生で、本作における情報屋で、女子に人気が高い。計算高いところもあるが根は悪くない。伝説の鐘が壊れて鳴らないことを知っているが、知り合った時に主人公たちに鐘の伝説のことを教えている。
CDドラマのストーリーでは光に好意を抱くが、公一と光の絆の強さを知って身を引くこととなり、自身は最後まで誰とも恋人関係にならなかった。
キャラクター背景
姓は制作者のひとりが長野県埴科郡坂城町出身だったことに由来する。

穂刈 純一郎（ほかり じゅんいちろう）
声：野島健児
主人公の同級生。主人公や匠からは「純」と呼ばれている。一途で真っ直ぐな性格で、剣道部に所属している。恋愛関係に疎く純情であり、一目惚れするとひた向きにその子を思い続ける性質を持つ。
実家は花屋で、姉が3人いる。
CDドラマのストーリーでは、ある出来事を通して佐倉楓子に好意を寄せるようになり、最終話で結ばれる。
声を担当した野島は、後に『ときめきメモリアル Girl's Side 2nd Kiss』で「赤城一雪」役も担当している。
キャラクター背景
姓はポカリスエットに由来する。

### サブキャラクター
爆裂山 和美（ばくれつざん かずみ）
声：納谷悟朗
本作の舞台であるひびきの高校の校長で、自身も卒業生。生徒思いの温厚な性格。ほむらとは友人として付き合っている。
CDドラマには登場しないが、小説版の第1巻『君のうしろすがた』に台詞と名前のみ登場している。
『ときめきメモリアル Only Love』の最終回に登場した、つむぎの高校理事長の爆裂山との関係は不明。
三原 咲之進（みはら さくのしん）
声：室園丈裕
メイの付き人であり、常に護身用の拳銃を携帯している。ナルシストで自分が一番美しいと思っているが、自分より美しいと認めた者には弱い。前作に登場した外井雪乃丞と同様に伊集院邸でのクリスマスパーティーで門番を務めている。
『ときめきメモリアル Girl's Side』に登場する三原色との血縁関係はない。
総番長（そうばんちょう）
声：若本規夫
前作と本作の世界の総番長であり、応援団OB。人間離れした力の持ち主で、同世界内の不良たちの頂点に君臨する。華澄、舞佳とは高校の同級生らしい。
その正体は茜の兄である一文字 薫（いちもんじ かおる）。自分の妹を心配するあまり配下の四天王で主人公の実力を試し、最終的には自ら主人公と戦うことになる。
筋肉番長（きんにくばんちょう）
声：室園丈裕
四天王の一人で、本名は桜田門 長太（さくらだもん ちょうた）。廃部した相撲部OB。常に鉄製の甲羅を背負い、両手には手甲を装着している。
火の玉番長（ひのたまばんちょう）
声：山田美穂（現・山田みほ）
本名は四ツ谷 甲二（よつや こうじ）。野球部のOBであり、四天王随一の熱血漢であり最年少。普段は義理人情に厚い好青年であるが直情的で短気、かつおっちょこちょいな性格。
木枯し番長（こがらしばんちょう）
声：室園丈裕
本名は神田 秋葉（かんだ あきば）。クールな性格の四天王ナンバー2。剣道部OBであり、常に木刀を携帯している。総番長（薫）に対する忠誠心は並々ならないものがある。茜に惚れている。
バイト番長（バイトばんちょう）
声：山田美穂
本名・誕生日など、全てのプロフィールが謎に包まれた四天王の一人。
主人公が華澄と共にいると、口調が変わることがある。
野咲 ストレリッチア（のざき ストレリッチア）
声：野島昭生
通称・すみれパパ。タケヒロサーカスの団長。名前の「ストレリッチア」は和名「極楽鳥花」の植物に由来する。
飯塚 三流（いいづか みつる）
声：大倉正章
主人公が野球部員の場合、ライバル校で楓子の転校先でもある大門高校のエースとして立ちはだかる。恋のライバルとしても立ちはだかっていたかのような台詞を残すも、当の楓子のほうは部活の仲間以上としての認識はない。実は彼の態度は演技で、主人公の危機感をあおって奮起をうながすという心遣いらしい。
『Substories 〜Memories Ringing On〜』の楓子の台詞から高校卒業後、メジャーリーグに挑戦するということが聞ける。
小説版の第2巻『あなたを信じてる』で、名前のみ登場している。

## テーマソング
「勇気の神様」（PlayStation 版オープニングテーマ）
作詞：竹広将史 / 作曲：メタルユーキ / 編曲：岩﨑元是 / 歌：野田順子
「あふれる想い」（携帯アプリ版 オープニングテーマ）
作詞：竹広将史 / 作曲：メタルユーキ / 歌：野田順子
「あなたに会えて」（PlayStation版 エンディングテーマ）
作詞：竹広将史 / 作曲：メタルユーキ / 編曲：米光亮 / 歌：野田順子
※ 隠しキャラクターである真帆・野咲・九段下のいずれかのエンディングを迎えた場合、ボーカルが抜けたインストゥルメンタルとなり、演奏時間も若干異なる。
「Season -大切なあなたへ-」（携帯アプリ版 エンディングテーマ）
作詞：竹広将史 / 作曲：メタルユーキ / 歌：野田順子
「向日葵」（ひまわり）（バッドエンディングテーマ）
作詞：竹広将史 / 作曲：メタルユーキ / 編曲：米光亮 / 歌 増田ゆき・野島健児
※PlayStation版は前作の「女々しい野郎どもの詩（うた）」同様に匠か純一郎の一方もしくは両者に彼女ができた場合は、ボーカルが抜けたインストゥルメンタルとなる。

## 製品情報
前作のPlayStation版で人気を博した限定版パッケージが、本作についても市場に投入された。
同梱物は次の通り。
- 『ときめきメモリアル2』ソフト本体（限定版専用レーベル・パッケージデザイン）
- PocketStation（通常販売されていないクリアレッドの本体カラー）
- 特製ストラップ（陽ノ下光のマスコット人形付き）
- 設定資料集「ひびきのウォッチャー」

インターネットオークションの普及により営利目的の売買が横行したため限定版の取引価格は高騰し、発売直後で3万から4万円、価格が落ち着きを見せた2000年5月の時点でも元値の1.5倍から2倍で取引されていた。
またこれとは別に、秋葉原の一部の販売店では通常版の購入者に対し店舗ごとに異なるオリジナルイラストの印刷された限定版の外箱と同じサイズの化粧箱を初回特典として配布した。
後に「コナミ・ザ・ベスト」として廉価版が発売されており、バグ修正など通常版とはいくつかの変更点がある。詳細は以下の通り。
1. 通常版ではバグで発生しなかった光のイベント「とある登校日」が、発生条件を満たせば発生するように修正。
2. 3年目のランダムイベント「水泳の授業」で花桜梨が登場した場合に、不具合によって目のグラフィックが崩れている部分を修正。
3. 通常版ではメイのエンディング分岐の一つに「伊集院家MIB」があったが、これが「メイの思い出」に変更された。「伊集院家MIB」はメイの好感度が一定以下でないと発生せず、他のイベントと同時に見ることが非常に困難だった問題点から、ベスト版では分岐EDの条件が緩和された。
4. 通常版では花桜梨の「咲き遅れの桜」などアルバムに収録されないイベントがあったが、これらもアルバムに残るようになった。
5. 1のキャラや舞佳に電話すると、彼女達の留守電が聞くことのできるイベントがある。これは通常版では正常だったが、ベスト版では音声が正常にも関わらず表示されるセリフが全てメイのものとなる不具合が新たに発生している。

EVSデータに関して、陽ノ下光と麻生華澄の2名以外のヒロインについては、ムック形式の設定資料集『別冊ひびきのウォッチャー』の付録になったアペンドディスクに収録されている。
- Vol.1 2000年2月発売 ISBN 978-4757206823 - 水無月琴子、寿美幸、佐倉楓子
- Vol.2 2000年3月発売 ISBN 978-4757207523 - 赤井ほむら、一文字茜、八重花桜梨
- Vol.3 2000年5月発売 ISBN 978-4757700413 - 白雪美帆/真帆、伊集院メイ、野咲すみれ
- Vol.4 2001年4月発売 ISBN 978-4757704336 - （付属ディスクなし）

## ひびきのネット
コナミは、ゲームソフトとインターネットの融合の可能性を模索していた。そこで今作において、ひびきの市における架空のプロバイダーという位置付けで「hibikino.net」のドメイン名を取得。ときめきメモリアル2の発売と同時に専用ウェブサイト「ひびきのネット」を設立し、ゲーム画面内にURLやメールアドレスを表示するなどして連携を図った。
作品の舞台となったひびきの高校やデートスポットに使用された施設、また一部のキャラクター個人のウェブサイトがその傘下に構築されユーザーは自由にそれらを閲覧できたほか、『ときメモ2』の商品パッケージに同梱されたIDを使用しユーザー登録することで電子掲示板やチャットを利用し他のユーザーとコミュニケーションを取ることが出来た。そこでは時折コナミのスタッフが陽ノ下光らキャラクター（ここでは「著名生徒」と呼ばれた）本人を演じて投稿を行い、その場を盛り上げた。また趣旨に賛同したユーザーがひびきの高校生徒・ひびきの市民としての立場で制作した個人サイトやひびきの高校のクラブ・委員会・サークルの公認サイトも数多く存在し、ひびきのネット本体と連携しながらさまざまな活動を行った。
『2』の動作プラットフォームであるPlayStationにはインターネット接続機能が無い事情から、『2』のゲーム内からひびきのネットにシームレスにアクセスすることはできなかった。当時普及していたネットワーク機能を有するゲーム機といえばドリームキャスト (DC) であり、2000年5月の時点で約14000人いた参加者のうち7%程度にあたる約980人がDCからアクセスしていた。中には、ひびきのネットのためにDCを購入した人物までいたという。
ひびきのネットはあくまでもゲーム世界の延長のバーチャルワールドであるという位置付けからユーザーはひびきの高校の生徒として振舞わなくてはならず（生身のユーザー本人は「宿主」と呼ばれた）ゲームとしての『ときメモ2』の話題はタブーとされたのは勿論のこと仕事や家庭などの日常のリアルな話題なども敬遠された（ただし「非ひびきのモード」を宣言することで、ある程度これらの発言は容認された）。さらにその独特の趣旨から従来からときめきメモリアル関連のファンサイトを運営していた層との折り合いがうまくつかず、彼らと一体となってひびきのネットを盛り立てることが出来なかった。
それでも有志の活動によりさまざまなイベントや試みが展開され続けたが、紆余曲折を経て2001年3月31日をもってひびきのネットはその役目を終えた。KCE東京は閉鎖理由を「資金的・人員的な面で、これ以上ユーザーに安全かつ快適なサービスを提供することが困難になった」ためとしている。
なお、ドメイン名「hibikino.net」はひびきのネットサービス終了後もコナミデジタルエンタテインメントが保有し続けていたが、2011年6月26日に失効したのち、個人による「ときめきメモリアル」とは無関係のサイトで使用されている。

## 反響
本作の確定売上本数は約37万本で前作のPlayStation版の50万本を下回ったものの、次作『ときめきメモリアル3』が発売された後も関連ゲームソフト・CD・キャラクターグッズがコナミから多数販売され続けている。数ある中でも珍しいグッズとしては、青森県弘前市のゲームショップが販売した「りんごジュース」があった。

## シリーズ他作品との関連
ときめきメモリアル
世界観が共通しており、舞台は隣町同士で、時系列も同じとなっている。伊集院レイの妹である伊集院メイ、きらめき高校に在籍する白雪真帆のように、今作のヒロインの中には前作に登場したヒロインと関連がある者もいる。しかし新規ユーザーのことを考慮して、本編では前作の人物が直接登場することは避けられており、「伊集院家を訪れるとレイの写真やポスターがあった」程度のものに留められている。その一方で後に発売された一部の派生作品では、前作の一部のヒロインがゲストとして登場している。
ときめきメモリアル3 〜約束のあの場所で〜
直接の関連性は薄いが、デートスポットには「光ヶ浜」「爆裂山」など本作の登場人物をもじった地名がつけられている。
ときめきメモリアル4
PCエンジン版『1』から15年が経過したきらめき市・きらめき高校を舞台としている続編。
隠しヒロインとして、本作の舞台・ひびきの高校に通う七河瑠依（声の出演：水橋かおり）が登場する。きらめき高校が舞台のため、告白されるメインの場所は伝説の樹だが、瑠依を攻略した場合のみ、告白される場所が本作と同じひびきの高校の伝説の鐘となる。
また、エンディングで彼女が語る伝説は本作のものとは若干異なり、「女の子からの告白で生まれた恋人達」という一節が加わっている。また、彼女によると、伝説の鐘が最後に鳴ったのは10年くらい前とのことだが、これが本作の卒業式のことなのかは不明（『4』の関連本でも明かされていない）。ただし、『2』の卒業式は2002年で『4』の卒業式は2012年であることから、「10年くらい前」の辻褄は合う。
そのほか、ある場面の写真の背景に九段下舞佳が姿のみ登場したり、一文字薫かは不明だが番長が出てきたり、セリフやアイテムに本作の登場人物を彷彿とさせるようなものがあるなど、『2』の続編である点・世界観の共有は随所で意識されている。

## 本作から派生したソフト
タイトルに続くカッコ内は対応機種の略を示す。
- ゲームソフト
  - ときめきメモリアル2 Substories Dancing Summer Vacation（PS）
  - ときめきメモリアル2 Substories Leaping School Festival（PS）
  - ときめきメモリアル2 Substories Memories Ringing On（PS）
  - ときめきメモリアル2 対戦ぱずるだま（PS）
  - ときめきメモリアル2 ミュージックビデオクリップ 〜サーカスで逢いましょう〜（PS2）
  - ときめきメモリアル2タイピング（Win・Macハイブリッド）
  - ときめきファクトリー ときめきメモリアル2（Win&Mac）
- デスクトップアクセサリー
  - ときめきメールボックスvol.1 - 4（Win）
- iアプリ
  - ときめきメモリアルLIVE - 配信終了
  - ときめきメモリアル2（メガiアプリ版）
- iモード（携帯電話ウェブゲーム）
  - ときめきメモリアル2

### ときめきメモリアル2 Substories
『ときめきメモリアルドラマシリーズ』と同様に3部作として展開された外伝シリーズ。

### ときめきメモリアル2 対戦ぱずるだま
2001年3月15日発売。前作『ときめきメモリアル 対戦ぱずるだま』のキャラクターならびにベースストーリーを、本作に沿ったものに差し替えた作品。前作や従来の『ぱずるだま』シリーズとは異なりキャラクターと攻撃パターンの関係が切り離され、任意のキャラクターでプレイヤー自身の任意の攻撃パターンを駆使しプレイすることが出来るようになった。前作での一部の隠し要素が最初から解禁されており、さらに本作は最終ボスのキャラクターが固定されていないという特徴がある。
2003年9月18日に廉価版「PS one Books」として再発売。このバージョンをベースに、2010年1月27日からゲームアーカイブスで配信されている。
オープニングテーマ「For Yourself」
作曲：羽場仁志 / 編曲：米光亮 / 作詞・歌：野田順子
エンディングテーマ「小さなココロ」
作詞：川村真澄 / 作曲：山本健司 / 編曲：岸村正実 / 歌：野田順子

### ときめきメモリアル2 ミュージックビデオクリップ 〜サーカスで逢いましょう〜
2002年4月18日発売。唯一PlayStation 2でリリースされている『ときめきメモリアル2』関連ソフト。サーカスをモチーフにした3本のミニゲーム（ベースは1984年のコナミ製ゲーム『サーカスチャーリー』）が収録されており、プレイヤーは野咲すみれを操作してそれらに挑戦し結果によって得られるポイントをためることで、人気キャラクター5名（陽ノ下光・八重花桜梨・麻生華澄・赤井ほむら・伊集院メイ）のビデオクリップを鑑賞することが出来る。

### ときめきメモリアル2（iモード版）
iモード（NTTドコモ）の携帯電話ウェブゲームとして2000年1月1日より公開されたコンテンツ。
月額100円コースでは「美帆ちゃん占い」と着信メロディー配信サービス「ときメロ」、300円コースでは恋愛シミュレーション「ときめきメモリアル2 プチ」とキャラクターカード収集ゲーム「匠くんクイズ」が用意されていた。なお、画面はモノクロである。

### ときめきメモリアルLIVE
NTTドコモの携帯電話用のiアプリとして提供されたミニゲーム。好きなキャラクターを1名だけ選んでプログラムをインストールする。時刻と連動してキャラクターが生活しており、ボタンを押して話しかけることでさまざまな反応が返ってきた。
選択できるキャラクターは、陽ノ下光・赤井ほむら・白雪美帆の3名のみであった。

### ときめきメモリアル2タイピング
2003年5月22日、前作『ときめきメモリアルタイピング』に続いて、『ときめきメモリアル2 タイピング』（Windows&Macintosh版）がアクティマインドより発売された。

### ときめきメールボックス
Windows用に発売されたアプリケーション集。IBMのViaVoice技術を使ったキャラクターとの擬似的会話や、EVSの技術を使って自分の名前入りのWindows用システム音声（警告音など）を作成することが出来る。そのほか、メール送受信機能やIRCクライアント機能、スケジュール管理機能なども搭載されている。収録キャラクターごとに下記の全4バージョンが存在する。
- Vol.1 - 陽ノ下光、水無月琴子
- Vol.2 - 白雪美帆、八重花桜梨、佐倉楓子
- Vol.3 - 寿美幸、一文字茜、赤井ほむら
- Vol.4 - 伊集院メイ、麻生華澄

### ときめきファクトリー ときめきメモリアル2
2006年3月14日に限定版、3月23日に通常版（共にWindows&Macintosh対応）が株式会社アクティマインドより発売された。『ときめきファクトリーときめきメモリアル2』ではときめきメモリアル2のキャラクター13人を使って女の子の服装・表情・台詞、さらに背景・音楽などを組み合わせることによりユーザーのオリジナルストーリーを作成することが出来る。また作成したストーリーをファイル保存して、 ユーザー同士で交換することも出来る。

### ときめきメモリアル2（メガiアプリ版）
2007年9月19日より提供されたメガiアプリ。新主題歌（12月4日現在未実装）
をはじめ、PS版に比べ携帯アプリ向けにイベント、セリフ、画像、BGM、演出、攻略方法等にアレンジが加えられており音声は含まれない。50メガバイトという大容量のためゲームのデータをDLする際、パケ・ホーダイの加入確認を行っており契約が無いとゲームはできない。また「コナミネットDX」への加入（月額315円）も必要になるが、ソフト自体への別途料金は発生しない。
ゲームデータを一括ダウンロード（SDカードに保存）するタイプ1、プレイしながら随時追加ダウンロード（SDカードに保存）するタイプ2、SDカードを使わず逐一上書きダウンロードするタイプ3の3種類が用意されている。

## 関連作品

### オリジナル・ゲーム・サントラ
- ときめきメモリアル2 オリジナル・ゲーム・サントラ vol.1（1999年12月3日発売）
- ときめきメモリアル2 オリジナル・ゲーム・サントラ vol.2（1999年12月3日発売）
- ときめきメモリアル2 Substories 〜Dancing Summer Vacation〜 オリジナル・ゲーム・サントラ（2000年9月21日発売）
- ときめきメモリアル2 Substories 〜Leaping School Festival〜 オリジナル・ゲーム・サントラ（2001年4月25日発売）
  - 『ときめきメモリアル2 対戦ぱずるだま』のゲームサウンドも収録されている。
- ときめきメモリアル2 Substories 〜Memories Ringing On〜 オリジナル・ゲーム・サントラ（2001年10月3日発売）

### ボーカルトラックス
キャラクターソングシリーズ。全6タイトル。1999年12月23日から2002年12月25日にリリースされている。
- ときめきメモリアル2 ボーカルトラックス（1999年12月23日発売）
- ときめきメモリアル2 ボーカルトラックス2（2000年5月10日発売）
- ときめきメモリアル2 ボーカルトラックス3（2001年3月21日発売）
- ときめきメモリアル2 ボーカルトラックス4（2001年8月29日発売）
- ときめきメモリアル2 ボーカルトラックス5（2002年5月22日発売）
- ときめきメモリアル2 ボーカルトラックスベスト（2002年12月25日発売）

### ドラマシリーズ
ゲーム本編と同じキャスト（一部オリジナルあり）で収録されたドラマCD。渡瀬公一というオリジナルキャラクターを本編の主人公と同じ立場に据えて物語が進行する。時系列は、『Substories 〜Dancing Summer Vacation〜』の出来事が起きた後（作中でDDR全国大会の後日談が語られているため）の高校一年の2学期から高校卒業までとなっている。大まかな物語はすべてひと続きになっているが、クライマックスに当たるVol.9とVol.10を除いてそれぞれの巻で一つの小さな物語が完結する流れになっている。各巻は6〜7つのシーンで構成されており、それぞれの巻で一人のヒロインにスポットを当てている。
Vol.1〜Vol.3を第1期、Vol.4〜Vol.6を第2期、Vol.7〜Vol.10を第3期としており発売時期や作中の時系列もそれぞれで大きく分かれている。
本シリーズではドラマ本編の他にスペシャルドラマ1本とキャラクターソング1曲、出演キャストによるトークコーナーが収録されている。なお、歌については後に発売された「ボーカル・トラックス4」または「ボーカルトラックス5」にすべて再録されている。また、キャラクターソングは基本的には隠れキャラクターを除く10人を公式のキャラクター番号の大きい麻生華澄から順に収録しており、収録されているイメージソングのキャラクターとドラマ本編でスポットを当てられるヒロインとはVol.10の陽ノ下光を除いて重複しないようにしている。
- ドラマCD ときめきメモリアル2 Vol.1〜予感・はじまりの季節〜（2000年10月25日発売）
  - ジャケット絵：寿美幸・陽ノ下光 歌：麻生華澄「ミントの坂道」
- ドラマCD ときめきメモリアル2 Vol.2〜約束・遠い記憶〜（2000年11月22日発売）
  - ジャケット絵：八重花桜梨・陽ノ下光 歌：伊集院メイ「CATCH MY EYES」
- ドラマCD ときめきメモリアル2 Vol.3〜願い・秘めた心に〜（2000年12月21日発売）
  - ジャケット絵：白雪美帆・陽ノ下光 歌：佐倉楓子「天使のホイッスル」
- ドラマCD ときめきメモリアル2 Vol.4〜見えないゴールの向こう側〜~（2001年5月23日発売）
  - ジャケット絵：伊集院メイ・陽ノ下光 歌：八重花桜梨「こっちをむいて」
- ドラマCD ときめきメモリアル2 Vol.5〜笑顔探して〜（2001年6月25日発売）
  - ジャケット絵：赤井ほむら・陽ノ下光 歌：水無月琴子「夕顔憧歌」
- ドラマCD ときめきメモリアル2 Vol.6〜雪がやんだら〜（2001年7月25日発売）
  - ジャケット絵：一文字茜・陽ノ下光 歌：赤井ほむら「Blue Marine Blue」
- ドラマCD ときめきメモリアル2 Vol.7〜手のひらの勇気〜（2001年11月29日発売）
  - ジャケット絵：佐倉楓子・陽ノ下光 歌：白雪美帆「世界でいちばんささやかな奇跡〜Miracle Love〜」
- ドラマCD ときめきメモリアル2 Vol.8〜霞む空の下に〜（2001年12月29日発売）
  - ジャケット絵：麻生華澄・陽ノ下光 歌：一文字茜「Indigo」
- ドラマCD ときめきメモリアル2 Vol.9〜月の欠片〜（2002年1月26日発売）
  - ジャケット絵：水無月琴子・陽ノ下光 歌：寿美幸「未来星」
- ドラマCD ときめきメモリアル2 Vol.10〜陽光、輝きの中へ〜（2002年2月28日発売）
  - ジャケット絵：陽ノ下光・渡瀬公一 歌：陽ノ下光「青い翼」

#### CDドラマに登場する人物
渡瀬 公一（わたせ こういち）
声：神谷浩史
CDドラマの主人公で、ゲーム本編の主人公と同じ立場である。
部活動には所属しておらず、当初は恋愛に積極的になろうとしていたが、それも次第に薄れていってしまい平凡な毎日を過ごしている。人が困っていると放ってはおけず、頼みごとをされると断れないため、人に相談せず一人で問題を抱えてしまう。また、物語が進む中で多くのヒロインに好意を寄せられ光をやきもきさせることも少なからずあるが、当の本人は鈍感なためそれらのヒロイン達はおろか、光の好意にも全く気づいていない。
匠、純一郎、光とは3年間同じクラスになる。
山口 巡査（やまぐち じゅんさ）
声：幸野善之
ひびきの市の交番に勤務する警察官で、全話に登場する。下の名前は不明。妻子がいる。住人想いで、地域のパトロールも積極的に行っている。公一と光のことは幼い頃から知っており、登下校時などに顔を合わせるたびに声をかけるなど何かと気にかけている。また、幼少期の公一が憧れていた人物でもあり、彼の存在が公一の進路にも大きな影響を与えることになる。
池上 敏夫（いけがみ としお）
声：神奈延年
『Vol.1～予感・はじまりの季節～』に登場する、美幸のテニス部の1つ先輩で男子の次期キャプテン。1年目でインターハイも経験しているチームのエース。美幸に勧められて軽い気持ちでテニス部の見学に訪れた公一に嫌悪感を示し、入部を賭けて勝負をすることになる。美幸に好意を抱いている節がある。
竹崎 芳美（たけざき よしみ）
声：井上美紀
『Vol.1～予感・はじまりの季節～』に登場する、美幸のテニス部の2つ先輩で女子のキャプテン。美幸の憧れている先輩で、彼女の良き理解者。心優しい性格で、軽い気持ちでテニス部の見学に訪れた公一を快く迎え入れている。
遠野木 遥（とおのぎ はるか）
声：野中藍
『Vol.8～霞む空の下に』『Vol.10～陽光、輝きの中へ』に登場する、光の陸上部の2つ後輩。明るくマイペースな性格。チームの次期エースとして期待される立場にあるが、指導者に小言を言われるのが苦手。才能があって練習にも一生懸命な光のことを慕っており、光の選手としての将来に期待を寄せている。

### Blooming Stories
それぞれのヒロインに完全に焦点を絞った、『ときめきメモリアル2 Substories』シリーズのキャラクターソングシングルシリーズ。全10タイトル。2000年10月4日から2001年9月29日にリリースされている。
- ときめきメモリアル2 Blooming Stories1 寿美幸（2000年10月4日発売）
- ときめきメモリアル2 Blooming Stories2 八重花桜梨（2000年10月4日発売）
- ときめきメモリアル2 Blooming Stories3 白雪美帆&真帆（2000年10月4日発売）
- ときめきメモリアル2 Blooming Stories4 一文字茜（2001年4月4日発売）
- ときめきメモリアル2 Blooming Stories5 赤井ほむら（2001年4月4日発売）
- ときめきメモリアル2 Blooming Stories6 伊集院メイ（2001年4月4日発売）
- ときめきメモリアル2 Blooming Stories7 佐倉楓子（2001年9月5日発売）
- ときめきメモリアル2 Blooming Stories8 水無月琴子（2001年9月5日発売）
- ときめきメモリアル2 Blooming Stories9 麻生華澄（2001年9月29日発売）
- ときめきメモリアル2 Blooming Stories10 陽ノ下光（2001年9月29日発売）

### ノベライズ
- ときめきメモリアル2 君のうしろすがた（2001年2月15日発売）
- ときめきメモリアル2（2） あなたを信じてる（2001年8月15日発売）

いずれも電撃文庫発行。著者は今田隆文、イラストはコナミオフィシャル。
基本的にはゲーム本編の内容を元に執筆されているが小説用に一部内容のアレンジが加えられており、設定が本編と異なる部分もある。2冊とも同一の世界観で書かれているが、時系列はわずかに異なる。第1巻では陽ノ下光に、第2巻では八重花桜梨にそれぞれスポットが当てられている。また、岩瀬健（本編の主人公と同じ立場）と鳥越俊太（本編にモデル無し）という小説版オリジナルキャラクターをそれぞれの恋愛の対象者として登場させている。

#### あらすじ
第1巻：君のうしろすがた
親友の水無月琴子や幼なじみで想いを寄せている岩瀬健と同じクラスになれたことで、最高のスタートを切ったはずだった陽ノ光の高校生活が、ある事件を切っ掛けに転機を迎える。幾度となく壁にぶち当たりながらも光と健が再び明るい日々を取り戻そうとする姿が描かれる。
第2巻：あなたを信じてる
ひびきの高校での生活になじめず退学まで考えていた八重花桜梨が、クラスメイトでバレー部員の鳥越俊太に出会ったことが大きな転機となる。明るく、めげない性格の俊太に少しずつ影響を受け始める花桜梨の姿と、その過程における彼女の葛藤が描かれる。

#### ノベライズに登場する人物
岩瀬 健（いわせ たける）
第1巻『君のうしろすがた』に登場した光の幼馴染。高校で再会した光とともに陸上部に入部し、早くから短距離選手としての才能を買われていたが、ある事件がきっかけで退部し、そのことが光との仲にも影響を与えることになる。第2巻『あなたを信じてる』にも、わずかに登場している。
ゲーム本編の主人公と同じ立場である。
鳥越 俊太（とりごえ しゅんた）
第2巻『あなたを信じてる』の登場。高校1年生の時から彼女に好意を寄せていた一方、楓子とも仲が良い。
男子バレーボール部に所属しており、ポジションはリベロ。ただし高校入学時から始めたため、実力はからっきし。素直で裏表のない熱血漢だが、幼い頃は病弱で引きこもりがちだった。
ゲーム本編にモデルがいない、ノベライズ版オリジナルキャラクター。
宮内 亮（みやうち りょう）
第1巻『君のうしろすがた』に登場する、岩瀬健の陸上でのライバル。健と同学年。スポーツの名門校である西ヶ浦高校の陸上部に所属しており、1年目ではインターハイで5位入賞の成績を残すなど、かなりの実力の持ち主。健が大きな決意を持って臨んだ大会で、優勝候補として立ちはだかることになる。
月村 小夜（つきむら さよ）
第2巻『あなたを信じてる』に登場する、俊太の幼馴染。人の世話が好きで、俊太のクラスの学級委員も務めているほか、部活動も同じである。俊太とは痴話喧嘩のようなやり取りが多く、周りからその関係を冷やかされることがよくあるが、本人は認めていない。ただ、俊太のことが気にはなっており、俊太と花桜梨の距離が徐々に縮まっていくのが気が気でない。

### 映像
ときめきメモリアル2 ビデオクリップ集
2001年にコナミからイベント会場限定で発売された本作のオープニングムービー・プロモーションムービー集
オリジナルキャラクターとして翠川 亜季（みどりかわ あき）声：村井かずさが登場、進行役のひびきの高校放送部員（同作品集はひびきの高校の校内放送「ミュージックランチ」の企画という設定である）。